# 朱文質
朱文質（1507年—？），字彬甫，雲南前衛候所軍籍，浙江海鹽縣人，明朝政治人物。

## 生平
嘉靖十三年（1534年）甲午科雲貴鄉試第一名舉人。嘉靖十四年（1535年）中式乙未科會試第二百三十四名，登第三甲第六十名進士。二十一年九月新作佑國康民雷殿，命工部署郎中趙愈和和署員外郎朱文質督理工程。二十四年任贵州按察司佥事，整饬毕节兵备。

## 家族
曾祖朱昂；祖父朱俊，曾任壽官；父朱璽。前母毛氏；母王氏。重庆下。弟朱文賢。